# Az ördög ügyvédje (kifejezés)
Az ördög ügyvédje (latinul: advocatus diaboli) az az ember, aki egy vita vagy beszélgetés előrehaladásához vagy egy gondolat kifejtéséhez a normának ellentmondó véleményt képvisel. Általában egy érv teszteléséhez használják, a hibáinak a kiküszöbölésére. 

## A kifejezés eredete
Az ördög ügyvédje, annak a kánonjogásznak elnevezése, aki a szentté avatásnál az ellenérvek felsorakoztatásával van megbízva.  Eredete a középkorból származik, amikor az ördög ügyvédjének nevezett illető a kanonizálás ellen szólt, így fedve fel az esetleges szentté avatás ellen szóló érveket.
A középkorban a katolikus egyház alkalmazásában állt a Hit védője (támogatója; latinul: promotor fidei), avagy ismertebb nevén az ördög ügyvédje (advocatus diaboli). Feladata, hogy szkeptikus módon álljon egy személy csodatételeihez és hézagokat keressen a mellette szóló bizonyítékokban. Az ördög ügyvédjével szemben szólal fel az Isten ügyvédje (advocatus Dei), aki a személy pozitívumait sorolja fel. Ez a feladat ma már az Igazság promóterének feladata, aki felülvizsgálja az illető szentté avathatóságát.
A hivatalt V. Szixtusz pápa vezette be 1587-ben. Az első írásos dokumentum, amelyben említik, X. Leó pápa alatt Lorenzo Giustiniani kanonizálásáról szól.

## Fordítás
- Ez a szócikk részben vagy egészben  a   Devil's advocate című angol Wikipédia-szócikk fordításán alapul.  Az eredeti cikk szerkesztőit annak laptörténete sorolja fel. Ez a jelzés csupán a megfogalmazás eredetét és a szerzői jogokat jelzi, nem szolgál a cikkben szereplő információk forrásmegjelöléseként.